# Damnak Chang´aeur
Damnak Chang´aeur es uno de los dos distritos que forman la provincia camboyana de Kep, con una población estimada en marzo de 2008 de 23 048 habitantes. Está dividido en las siguientes  comunas (khum), que se muestran asimismo con población estimada de 2008:
- Angkaol 7,464
- Ou Krasar6,868
- Pong Tuek 8,716[1]